# Freyung
Freyung (česky Bavorská Lipka) je město v německé spolkové zemi Bavorsko, hlavní město zemského okresu Freyung-Grafenau ve vládním obvodu Dolní Bavorsko. Ke dni 31. 12. 2023 zde žilo 7 103 obyvatel.
Freyung se nachází na jih od Národního parku Bavorský les. Leží 33 km severně od Pasova, 17 km od českých hranic a 27 km od hranic s Rakouskem.

## Místní části
- Ahornöd
- Aigenstadl
- Bannholz
- Falkenbach
- Feldscheid
- Garham
- Geyersberg
- Grillaberg
- Köppenreut
- Kreuzberg
- Leitenmühle
- Linden
- Marchzipf
- Mundobl
- Neureut
- Oberndorf
- Ort
- Öden
- Perlesöd
- Pittersberg
- Promau
- Reschmühle
- Saußmühle
- Schönbrunn
- Solla
- Speltenbach
- Winkelbrunn

## Historie
V roce 1193 císařem Jindřichem VI. byla tato oblast postoupena pasovským biskupům. První osady v oblasti dnešního města Freyung jsou známy již ve 13. století: obyvatelé se usadili ve vesnici poblíž hradu Wolfstein, který nechal postavit pasovský biskup Wolfger z Erly kolem roku 1200. Freyung v té době nebyl místní název, ale označoval oblast, ve které byla osadníkům udělena výjimka, tedy osvobození od daní. V roce 1301 je toto místo poprvé zmíněno, a to jako Purchstol zu Wolferstein.
Již v roce 1354 získalo sousední město Kreuzberg, které bylo založeno na počátku 14. století, tržní práva, která byla v roce 1523 převedena na Freyung. Když byl v roce 1380 ve Freyungu postaven farní kostel, byl Kreuzberg dlouho známým poutním místem. Dnešní farní kostel Kreuzberg a první škola v obci jsou poprvé zmíněny kolem roku 1500. Ve středověku byla obě města dvakrát zasažena morem, popularitě poutního místa to ale neuškodilo.
Když bylo pasovské knížecí biskupství v roce 1803 rozpuštěno hlavním usnesením mimořádné říšské deputace (německy Reichsdeputationshauptschluss), byl Freyung nejprve připojen k rakouskému vévodství Salcburku a teprve o tři roky později po Bratislavském míru dostal do Bavorského království. V roce 1811 zde žilo 535 obyvatel. Ničivý požár města v roce 1872 zničil 39 z asi 70 domů a kostel.
Dne 3. prosince 1953 byl Freyung povýšen na město. Od 1. dubna 1954 do 30. června 1972 byl okresním městem okresu Wolfstein. Po sloučení okresu s okresem Grafenau se stal okresním městem okresu Freyung-Grafenau.

## Pamětihodnosti
- Katolický farní kostel Nanebevzetí Panny Marie. Předchozí kostel byl zničen požárem v roce 1872. Dnešní budova byla postavena v letech 1875 až 1877. Nová budova architektonicky vychází z pozdně gotické architektury východního Bavorska. Stavba je 47 m dlouhá a 16 m široká, interiér 14 m vysoký, kostelní věž 56 m.[4]
- Fara
- Katolický poutní kostel sv. Anny v Kreuzbergu
- Wiesbauerhaus (Stadtplatz 6)

### Muzea
- V bývalém zámku Wolfstein (Wolfkerstraße 3) je Lovecké a rybářské muzeum a Galerie Wolfstein.[5]
- V Schramlově domu z přelomu 17. a 18. století, který je v centru města (Abteistraße 8] je Wolfsteinské vlastivědné muzeum; v zahradě domu je tematická stezka s názvem „Život a řemesla na Zlaté stezce“.[3]

## Turistika
Freyung je výchozím místem turistické trasy do geotopu (soutěsky) – Buchberger Leite.

## Fotogalerie

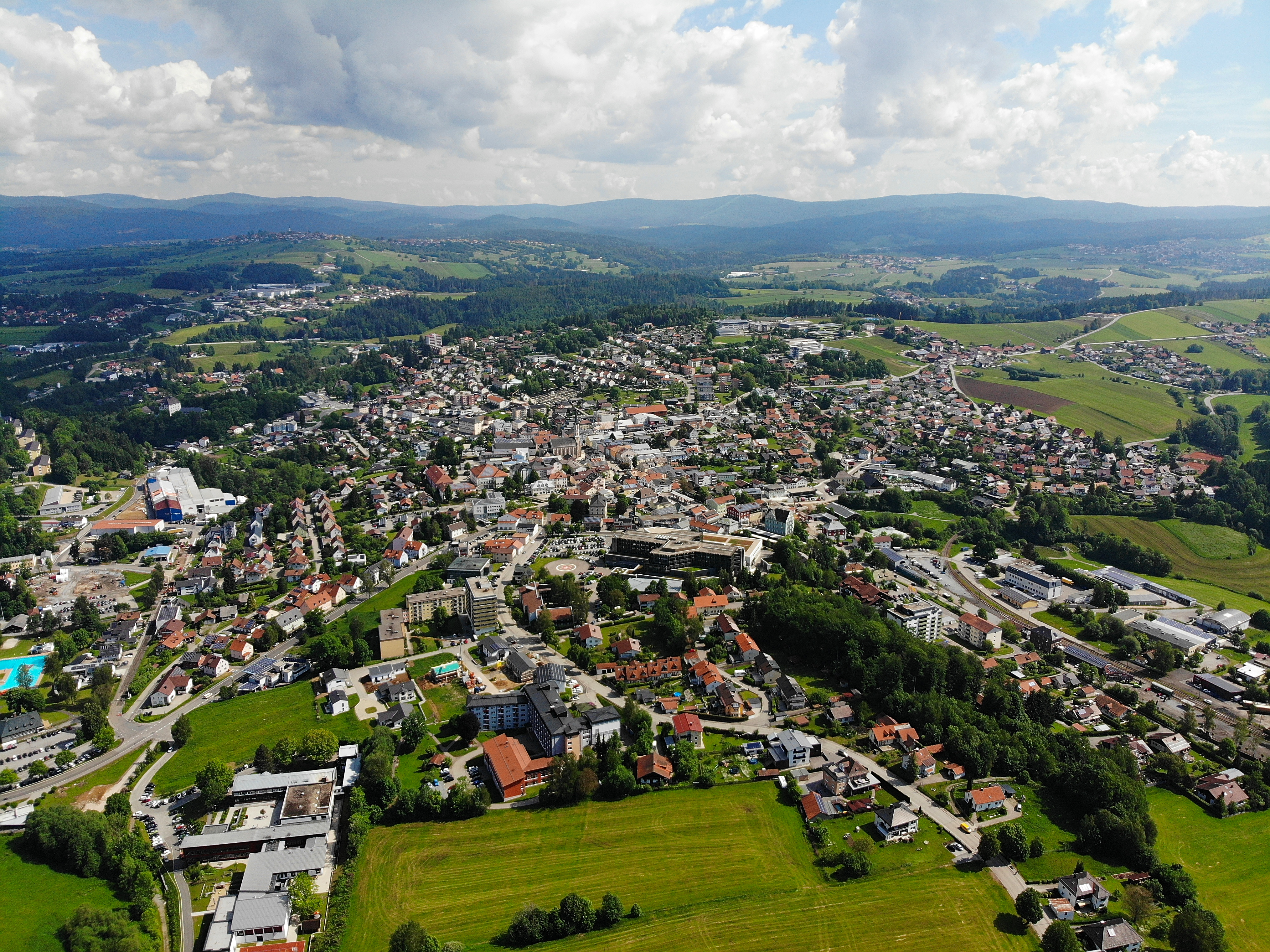
Letecký pohled na Freyung
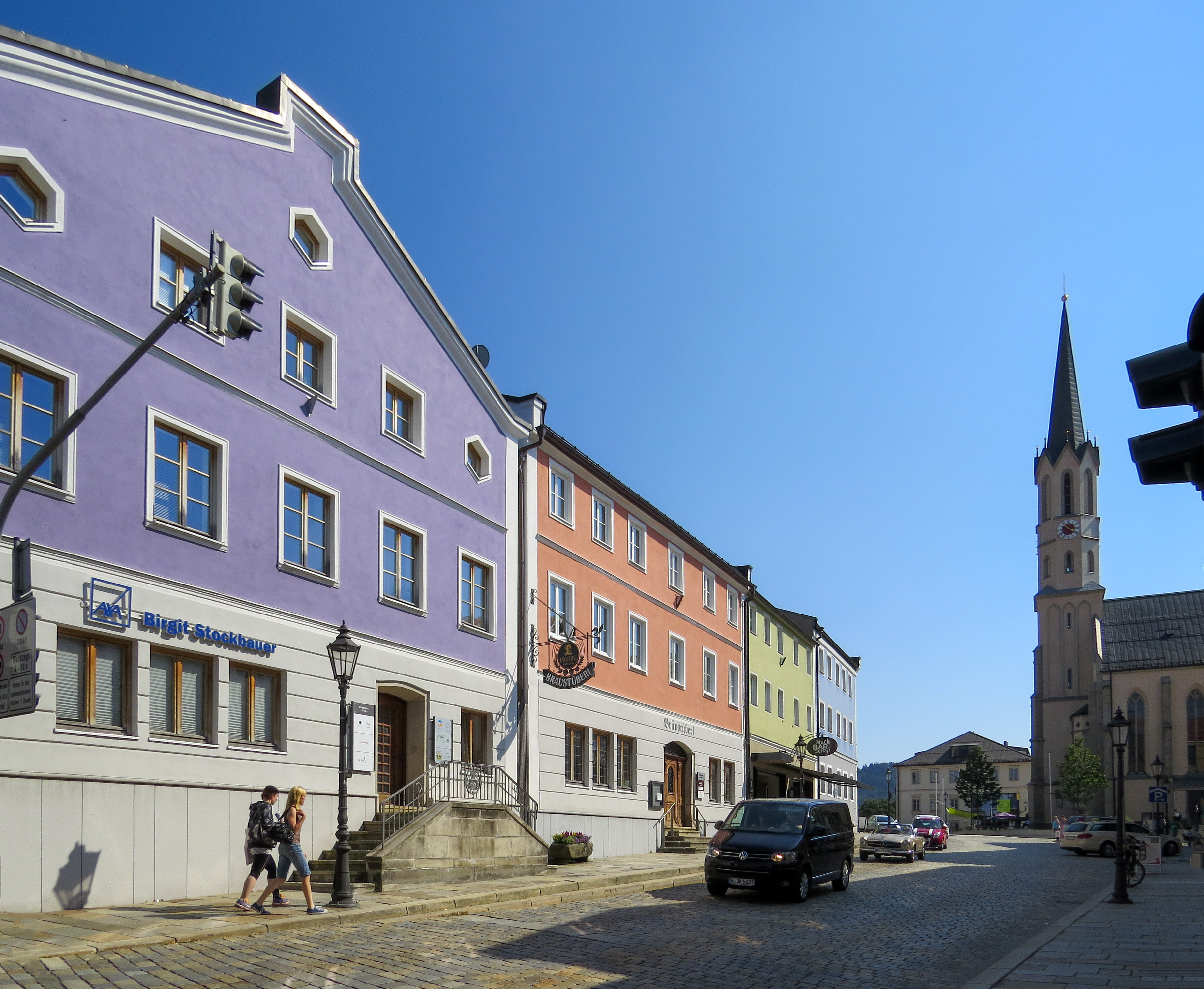
Náměstí ve Freyungu
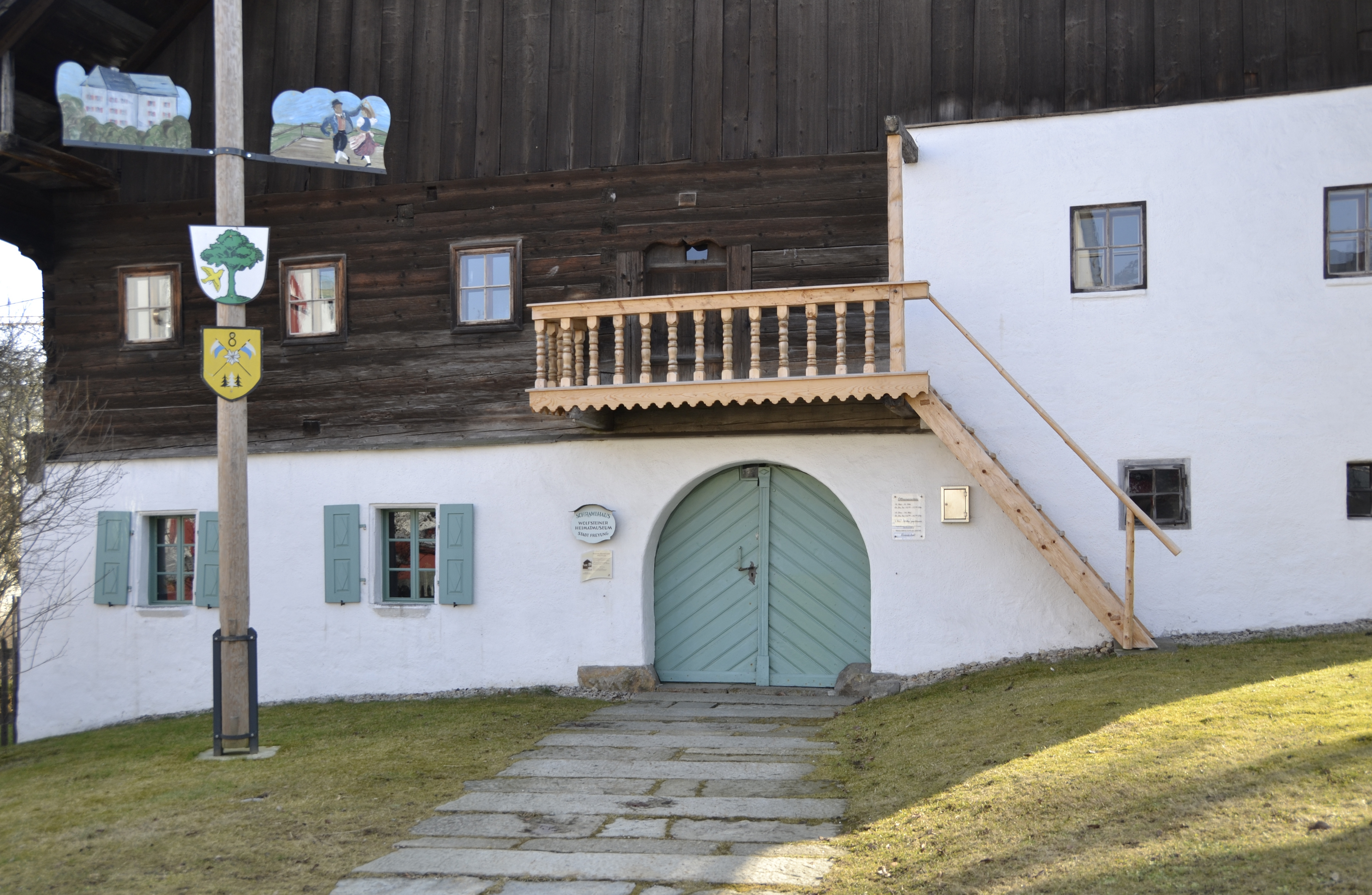
Wolfsteinské vlastivědné muzeum
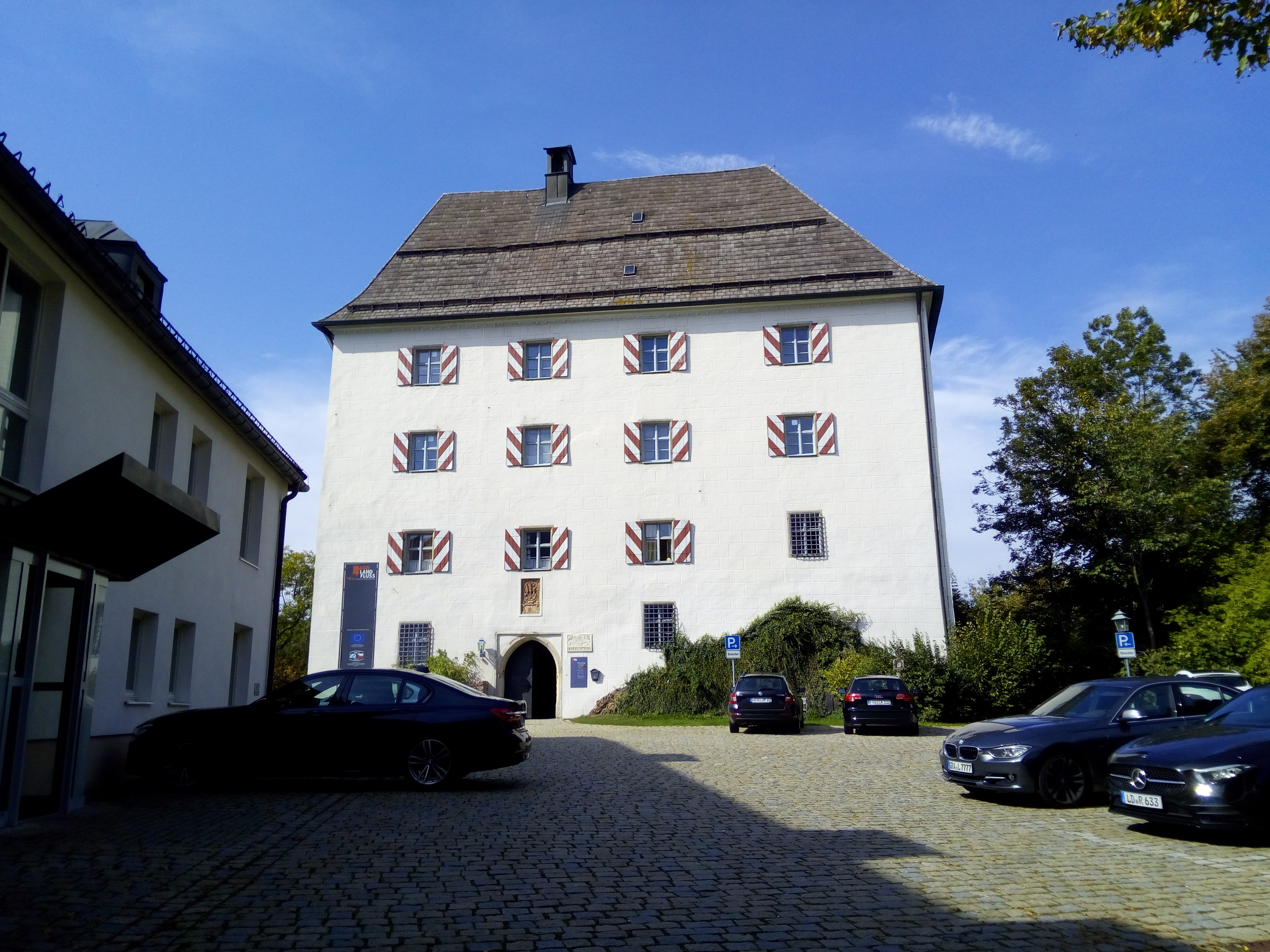
Zámek Wolfstein

## Partnerská města
- Vimperk, Česko
- Seewalchen am Attersee, Rakousko